# Phumelela
Phumelela – gmina w Republice Południowej Afryki, w prowincji Wolne Państwo, w dystrykcie Thabo Mofutsanyane. Siedzibą administracyjną gminy jest Vrede.